# Decoryah
Decoryah ist eine finnische Gothic-Metal-Band.

## Geschichte
Die Band wurde 1989 von Jukka Vuorinen mit Mikko Ojanen, Mika Berg und Jani Kakko gegründet. Nachdem die Band das Demo-Tape Whispers from Depth veröffentlicht hatte, verließen Ojanen und Berg die Band. 1993 folgten das Demo Cosmos Silence und die EP Ebonies, welche der Band einen Vertrag über sieben Alben bei dem US-Label Metal Blade Records einbrachten. Es erschienen jedoch nur die Alben Wisdom Floats und Fall-Dark Waters, bevor sich die Gruppe 1997 auflöste. Im gleichen Jahr erschien noch die EP Breathing the Blue.

## Stil
Die Musik wurde dem Gothic Metal zugeordnet und gilt als wegweisend für den Atmospheric Doom. Zum Vergleich wurde auf Interpreten wie „My Dying Bride und anderen dem Zeitgeist verhafteten Combos“ der 1990er Jahre verwiesen. Dabei weise die Musik „genügend Freiräume“ zu Entfaltung des symphonischen, „beinahe schon bombastische Gothic-Doom-Sound“ auf. Mit Fall-Dark Waters führte die Band diesen Stil fort. Das Album ginge dabei „weiter als der finstere, ruhige Erstling, atmet von weiblichen Backingvocals geprägte Sakral-Erotik und verströmt den akustischen Duft einer weihraucherfüllten Waldkapelle.“ Rückblickend wurden sie als innovativ im Genre beurteilt. Sie seien ein früher Vertreter der „Beauty-and-the-Beast-Wechselgesang“ und mit der besonders ätherischen und symphonischen Ausrichtung sei die Gruppe näher an der Musik von Dead Can Dance und Fields of the Nephilim als an jener von My Dying Bride und Paradise Lost gewesen.

## Diskografie
- 1992: Whispers from Depth (Demo, Selbstverlag)
- 1993: Cosmos Silence (Demo, Selbstverlag)
- 1993: Ebonies (Single, Witchhunt Records)
- 1994: Wisdom Floats (Album, Witchhunt Records)
- 1996: Fall-Dark Waters (Album, Metal Blade Records)
- 1997: Breathing the Blue (EP, Metal Blade Records)